# 2MASS J13262981-0038314
2MASS J13262981-0038314 ist ein Brauner Zwerg im Sternbild Jungfrau. Er wurde 2000 von Xiaohui Fan et al. entdeckt.
Er gehört der Spektralklasse L8 an. Seine Position verschiebt sich aufgrund seiner Eigenbewegung jährlich um 0,2506 Bogensekunden.